# Commissie van Mongoolse en Tibetaanse zaken
De commissie van Mongoolse en Tibetaanse zaken was tussen 1 februari 1929 en 15 september 2017 een ministeriële commissie van de uitvoerende yuan van de Republiek China (Taiwan). De commissie stamde uit een subdeel van het Hof van Koloniale Zaken van de Qing-dynastie. Het hield toen toezicht op de relatie tussen de overheid van de Mantsjoes en de volken in het noorden en westen, namelijk de Mongolen en Tibetanen. De Republiek China erkent tot heden Mongolië nog steeds niet als een staat en beschouwt het meer als een provincie van de Republiek China. De Kwomintang is groot tegenstander van een onafhankelijk Tibet en Mongolië.
Op 15 september 2017 werd de commissie opgeheven.